# Chimarra danaokana
Chimarra danaokana is een schietmot uit de familie van de Philopotamidae. De soort komt voor in het Oriëntaals gebied.
De wetenschappelijke naam voor de soort werd voor het eerst geldig gepubliceerd in 1998 door Wolfram Mey.